# Without You (canção de David Bowie)
"Without You" é uma canção composta e gravada pelo músico britânico David Bowie, tendo sido lançada como single de seu álbum Let's Dance, de 1983. A faixa alcançou a posição n°73 na Billboard Hot 100.

## Faixas

### Vinil de sete polegadas: EMI America / B 8190 (Estados Unidos)
1. "Without You" (David Bowie)  – 3:08
2. "Criminal World" (Duncan Browne, Peter Godwin, Sean Lyons) – 4:25

## Créditos
- David Bowie – vocais
- Stevie Ray Vaughan – guitarra
- Nile Rodgers – guitarra
- Bernard Edwards – baixo
- Tony Thompson – bateria
- Stan Harrison – saxofone
- Steve Elson – saxofone
- Frank Simms – backing vocals
- George Simms – backing vocals

Produção
- David Bowie – produtor
- Nile Rodgers – produtor

## Tabelas musicais
| Tabela (1984)                     | Posição mais alta |
| --------------------------------- | ----------------- |
| Estados Unidos: Billboard Hot 100 | 73                |